# Aszyk Peri
Aszyk Peri (ur. ok. 1811 we wsi Maralyan w Chanacie Karabachskim, zm. ok. 1848) – azerbejdżańska aszyk, wzorzec silnej i niezależnej Azerki.

## Życiorys
Nie są znane jej prawdziwe imię i nazwisko ani data urodzenia. Na podstawie szacunków rosyjskiego historyka i antropologa orientalisty Adolfa Berge, podróżnika po Kaukazie, w 1829 miała 18 lat.
Jako dziecko zaczęła pisać wiersze. Posługiwała się pseudonimem Peri („Wróżka”). Według niektórych źródeł była uczennicą Mahammada Bey Aszyka, słynnego wówczas aszyka. Brała udział w lokalnych konkursach poetyckich. Rywalizowała z mężczyznami, a kiedy pokonała rywali i rywalki, została pierwszą znaną aszyk w regionie. W 1830 przeprowadziła się do Şuşy, stolicy Chanatu Karabachu. Tam zyskała popularność. Pozostała niezamężna. W swoich utworach podkreślała, że jej życie „skończyło się wraz ze śmiercią kochanka”. Zmarła młodo w nieznanych okolicznościach według niektórych źródeł w 1835. Częściej jednak podaje się, że w 1848.
Była autorką 40–50 wierszy. Większość z nich zaginęła. Na poczekaniu tworzyła utwory, które recytowała podczas werbalnych pojedynków poetyckich. Następnie były spisywane przez słuchających. Poetyckie pojedynki odbywały się w ramach kolektywu artystycznego zwanego mejlisem. Peri należała do mejlisu Vagif nazwanego tak na cześć Molli Panaha Vagifa, poety i męża stanu z Chanatu Karabachskiego, kluczowego twórcy dla uznania azerbejdżańskiej poezji aszyk jako cenionego gatunku literackiego. Osoby należące do mejlisu Vagif tworzyły i recytowały wiersze w języku azerbejdżańskim, w przeciwieństwie do większości poezji regionu w XIX wieku kojarzonej z elitami miasta i tworzonej w języku perskim. Wskazywało to na rosnącą świadomość narodową Azerbejdżanu. Peri była „jedną z tych, którzy bronili jej języka ojczystego i tradycji poetyckich”.
W swojej poezji używała form ludowych: gəraylı (zwrotki z czterema wersami po osiem sylab każda) i qoşma (zwrotki z czterema wersami po jedenaście sylab każda). Jej utwory dotyczyły głównie miłości i innych emocji, jakie miłość wzbudza. Często nawiązywała do miłości romantycznej, nierzadko podkreślając swoją kobiecość (była jedyną kobietą należącą do mejlisu Vagif). Jednocześnie w jej utworach wybrzmiewa głęboki szyityzm. Często pisała też o sprzeciwie wobec niesprawiedliwości, jak również wyrażała cierpienie i tęsknotę. Choć posługiwała się prostym i bezpośrednim językiem, w jej wierszach zauważyć można głębokie zrozumienie zarówno motywów  ludowych, jak i pochodzących z kultury wysokiej. Jej poezję charakteryzuje dowcip i żartobliwość. Często drwiła z członków mejlisu. Mimo bycia najmłodszą w grupie, dla członków mejlisu mogła być jak starsza siostra. Inni aszykowie poświęcili jej wiele wierszy, podkreślając jej znaczącą rolę w mejlisie. Wykorzystywała ustaloną strukturę werbalnego konkursu, by na bazie własnego talentu budować niezależność jako kobieta występująca solo, bez męskiego opiekuna. W poetyckich starciach z członkami mejlisu odrzucała ich zaloty i zachowywała skromność.
Tuğba Bayraktarlar, współczesny badacz literatury tureckiej, wskazuje Peri jako jedną z najważniejszych przedstawicielek poezji aszyk w XIX wieku. Jej poezja pomogła w popularyzacji literatury kobiecej w Azerbejdżanie.

## Upamiętnienie
W 1984 w Azerbejdżańskiej Socjalistycznej Republice Radzieckiej powstało pierwsze stowarzyszenie kobiet aszyk i poetek. Otrzymało nazwę Aşıq Pəri Məclisi (dosł. „mejlis Aszyk Peri”). Stowarzyszenie zrzesza ponad 100 poetek.